# 敦煌山莊
甘肅絲路敦煌山莊酒店有限公司，簡稱甘肅絲路敦煌山莊酒店、甘肅絲路敦煌山莊、絲路敦煌山莊，以及敦煌山莊（英語：Gansu Dunhuang Lodge Hotel Company Limited），在1995年由西北發展有限公司（絲路發展有限公司前身）成立一家旅游渡假型酒店企業。
地點則位於甘肅省敦煌市敦月路，根據資料，該酒店8幢單層至四層高之酒店建築。酒店包括269間客房、一間中餐廳、一間西餐廳、一間休息室、一個業務中心及若干娛樂設施。酒店之總樓面面積約為32,712.76平方米（325,120平方呎），地盤面積約200,000平方米（2,152,800平方呎）。
在2011年4月26日，香港上市公司太元集團有限公司（0620.HK），以205,210,000港元，收購該公司和酒店權益，在股東大會通過上述條款。

## 連結
- DunhuangResort.com （页面存档备份，存于）